# Communes de la wilaya d'Annaba

Les communes de la wilaya d'Annaba :
1.Annaba 2.Barrahel 3.El Hadjar 4.Eulma 5.El Bouni 6.Oued El Aneb 7.Cheurfa 8.Séraïdi 9.Aïn Berda 10.Chetaïbi 11.Sidi Amar 12.Treat

Pour les autres communes, voir Liste des communes d'Algérie.
Liste des 12 communes de la Wilaya algérienne d'Annaba par ordre alphabétique:

## Les communes de la wilaya d'Annaba par code ONS
Le tableau suivant donne la liste des communes de la wilaya d'Annaba, en précisant pour chaque commune : son code ONS, son nom, sa population et sa superficie.
| Code ONS | Commune      | Population nb. habitants | Superficie km2 |
| -------- | ------------ | ------------------------ | -------------- |
| 2301     | Annaba       | +257 359,                | +049,          |
| 2302     | Berrahal     | +022 631,                | +180,          |
| 2303     | El Hadjar    | +037 364,                | +063,          |
| 2304     | Eulma        | +010 316,                | +161,          |
| 2305     | El Bouni     | +125 265,                | +093,          |
| 2306     | Oued El Aneb | +021 088,                | +190,          |
| 2307     | Cheurfa      | +009 875,                | +098,          |
| 2308     | Seraïdi      | +007 626,                | +138,          |
| 2309     | Aïn Berda    | +020 611,                | +138,          |
| 2310     | Chetaïbi     | +008 035,                | +134,          |
| 2311     | Sidi Amar    | +083 254,                | +042,          |
| 2312     | Treat        | +006 076,                | +126,          |